# David Marcus
David Marcus (ur. 22 lutego 1901, zm. 11 czerwca 1948) – amerykański pułkownik United States Army, który w 1948 roku pomógł Izraelowi w I wojnie izraelsko-arabskiej. Został pierwszym izraelskim generałem majorem (alluf). Zginął od przyjacielskiego ognia, gdy w nocy wracał na swoje pozycje w rejonie wioski Abu Ghausz.

## Młodość
Marcus urodził się w 1901 roku na Lower East Side na Manhattanie w Nowym Jorku. Był piątym dzieckiem Mordechaja Marcusa i Lei, z domu Goldstein. Jego rodzice byli żydowskimi imigrantami z miasta Jassy w Rumunii. Ojciec był właścicielem straganu z warzywami, jednak w 1910 roku nagle zmarł.
Ukończył szkołę średnią na Brooklynie, i w 1920 roku rozpoczął studia na akademii wojskowej West Point, którą ukończył w 1924 roku ze stopniem podporucznika piechoty. Po odbyciu służby wojskowej, rozpoczął studia prawnicze na Brooklyn Law School. W 1927 roku ożenił się z Emmą Hertzenberg. Większość lat 30. XX wieku spędził pracując jako asystent prokuratora, zwalczając korupcję w policji i systemie penitencjarnym. W 1936 roku został wyznaczony na sędziego pomocniczego, aby pomóc w zmniejszeniu nagromadzonych rozpraw sądowych. W tym samym roku uczestniczył w śledztwie przeciwko znanemu amerykańskiemu gangsterowi Lucky Luciano. W kwietniu 1940 roku objął stanowisko komisarza Nowego Jorku.

## Kariera wojskowa
Po odejściu ze służby czynnej, Marcus był członkiem korpusu sędziów w Korpusie Rezerwowym. W 1940 roku otrzymał przydział jako oficer rezerwy do 27 Dywizji Piechoty Gwardii Narodowej. Był prawnikiem dywizji. Podczas manewrów wojskowych przeprowadzonych w 1941 roku w stanie Luizjana, Marcus dowodził jednostką sił specjalnych. Po japońskim ataku na Pearl Harbor w grudniu 1941 roku został powołany do służby czynnej. 27 Dywizja Piechoty została rozmieszczona na Hawajach. Marcus zorganizował tam szkołę wojskową, w której w ciągu roku wyszkolono ponad osiem tysięcy rekrutów. Na wiosnę 1943 roku Marcus został przeniesiony do Departamentu Obrony Stanów Zjednoczonych, gdzie objął kierownictwo nad wydziałem planowania cywilnego. Do jego zadań należało między innymi opracowywanie metod sprawowania władzy i struktur administracji wojskowej na terytoriach wyzwolonych spod okupacji państw Osi. Jako doradca wojskowy wziął udział we wszystkich najważniejszych konferencjach – konferencji w Kairze (1943 r,), konferencji w Teheranie (1943), konferencji w Jałcie (1945 r.) i konferencji w Poczdamie (1945 r.). Marcus pomógł sporządzić warunki kapitulacji Włoch i III Rzeszy. Przez cały ten czas Marcus starał się o przeniesienie do jednostek liniowych. W maju 1944 roku uzyskał zgodę dowództwa na wyjazd do Wielkiej Brytanii z zadaniem obserwowania realizacji polityki władz wojskowych na terenach wyzwolonych we Francji. Następnie przekonał dowództwo i uzyskał przydział do 101 Dywizji Powietrznodesantowej. Podczas operacji Overlord w dniu 6 czerwca 1944 roku skakał z pierwszą falą spadochroniarzy w Normandii. Po wylądowaniu na ziemi zbierał rozproszonych spadochroniarzy i organizował w patrole, angażując się w walkę z Niemcami. Krótko potem Marcus został odwołany z pola walki i odesłany samolotem do Waszyngtonu.
Natychmiast po zakończeniu działań wojennych Marcus został przeniesiony do alianckiej strefy okupacyjnej w Niemczech. W okresie tym zajmował się planowaniem utrzymania milionów chorych i zagłodzonych więźniów uwolnionych z nazistowskich obozów koncentracyjnych. Następnie został szefem wydziału planowania procedur prawnych ścigania zbrodni nazistowskich, które stały się podstawą do prowadzenia procesów norymberskich.

### Izraelska armia

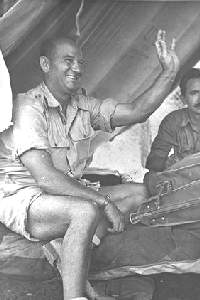
Pułkownik Marcus w Izraelu, 1948

W grudniu 1947 roku z Marcusem skontaktował się w Nowym Jorku Szelomo Szamir, który stał na czele żydowskiej delegacji w Stanach Zjednoczonych. Szamir starał się pozyskać doradców wojskowych w celu organizacji i szkolenia armii żydowskiej organizacji paramilitarnej Hagana. Początkowo Marcus zgodził się pomóc Szamirowi w odnajdywaniu takich osób, jednak bardzo szybko okazało się, że sam jest najlepszym kandydatem. W 1948 roku Departament Wojny Stanów Zjednoczonych wyraził na to nieformalną zgodę, pod warunkiem, że Marcus ukryje swoje prawdziwe nazwisko i rangę w amerykańskiej armii, aby nie drażnić brytyjskich władz mandatowych.
W styczniu 1948 roku Marcus przyjechał do Palestyny jako „Michael Stone”. Natychmiast po przyjeździe Marcus zrobił objazd kraju, odwiedzając bazy Hagany, zapoznając się ze strukturami wojskowymi i poziomem szkolenia żołnierzy. Po analizie zastanej sytuacji, Marcus przedstawił raport w którym przedstawił liczne zalecenia. Według jego oceny, wdrożenie tych zaleceń umożliwiłoby przekształcenie podziemnej organizacji paramilitarnej w nowoczesną regularną armię. Między innymi zalecił utworzenie samodzielnych brygad, jako podstawowej formacji zbrojnej. Precyzyjnie wskazał Dawidowi Ben Gurionowi, że pierwszym teatrem działań wojennych w obronie Izraela będzie pustynia Negew. Aby zorganizować system szkoleń wojskowych zażyczył sobie, aby przemycić do kraju amerykańskie podręczniki szkoleniowe. Gdy nie uzyskał na to zgody, odtworzył z pamięci większość procedur szkoleniowych, dostosowując je do potrzeb nowo tworzonej izraelskiej armii. W szkoleniu oficerów podkreślał znaczenie solidnej pracy dowództwa i logistyki. Bardzo szybko Marcus stał się najbardziej znanym żołnierzem Machal. W kwietniu, Marcus na krótko wrócił do Stanów Zjednoczonych. Przyczyną wyjazdu była choroba żony. W międzyczasie, 15 maja 1948 roku rozpoczęła się I wojna izraelsko-arabska. Tak jak Marcus przewidział, egipskie wojska zaatakowały dwoma kolumnami od południa. Marcus przekonał Dawida Ben Gurion do wysłania na pustynię Negew sił Palmach, które poruszały się po pustyni przy użyciu jeepów i prowadziły wojnę podjazdową nękając Egipcjan. W szczególnie ciężkiej sytuacji znalazła się oblężona Jerozolima. Kluczem do przełamania oblężenia i odblokowania komunikacji z miastem były arabskie pozycje w rejonie Latrun. W dniu 28 maja Marcus został awansowany na generała i jednocześnie powierzono mu dowództwo nad obroną Jerozolimy. Pod jego rozkazami znalazły się siły Brygady „Ecjoni”, Brygady „Harel” i 7 Brygady Pancernej. Wziął udział w planowaniu operacji Bin Nun Bet i operacji Joram przeciwko siłom arabskim w Latrun. Kiedy ataki nie powiodły się, Marcus zaplanował budowę alternatywnej drogi zaopatrzeniowej dla oblężonej Jerozolimy – Droga Birmańska. Pozwoliło to na dostarczenie dodatkowych ludzi i sprzętu wojskowego do Jerozolimy przed ogłoszeniem zawieszenia broni.
Na kilka godzin przed ogłoszeniem zawieszenia broni, na krótko przed godziną 4 rano w dniu 11 czerwca 1948 roku, Marcus zginął od przyjacielskiego ognia, gdy w nocy wracał na swoje pozycje w rejonie wioski Abu Ghausz. Jego ciało zostało przewiezione do Stanów Zjednoczonych w asyście Moszego Dajana i Josefa Harela. Został pochowany na cmentarzu wojskowym w West Point.

## Ciekawostki
W oparciu o jego historię, w 1966 roku nakręcono w Hollywood film pt. „Cast a Giant Shadow”, w którym Kirk Douglas wystąpił w roli Marcusa.